# Stjepan Šćavničar
Stjepan Šćavničar, hrvaški geolog, pedagog in akademik, * 31. oktober 1923, Štrigova, † 14. februar 2011, Zagreb.
Šćavničar je bil predavatelj na Naravoslovno-matematični fakulteti v Zagrebu; je član Hrvaške akademije znanosti in umetnosti.